# 三原一晃
三原 一晃（みはら かずあき、1988年12月20日 - ）は、日本のプロレスラー。

## 経歴
- 2008年5月10日、大阪プロレスデルフィンアリーナ道頓堀大会の対瀬戸口直貴戦でデビュー。
- 2014年4月20日、大阪プロレスを退団。
- 2020年1月1日、道頓堀プロレスに入団。
- 2月16日、MoveOnプロレスリングに入団して道頓堀プロレスとのダブル所属となる。
- 2021年12月19日、道頓堀プロレスを退団。

## 得意技
フライングソーセージ
エビルベアーボム
チャナラッカ☆百と同型。
イービルベアーボム
ベアーズスレーブ
メガトンラリアット
倒れ込み式ラリアットと同型。
ラリアット

## 入場曲
- database feat.TAKUMA（10-FEET）

## タイトル歴
- 大阪無差別級王座
- 大阪プロレスタッグ王座
- 大阪タッグフェスティバル優勝
- WDW王座
- WDWタッグ王座
- 道頓堀最強タッグキング優勝
- DOVEタッグ王座
- 九州プロレス王座
- 九州プロレスタッグ王座
- 博多華味鳥杯1DAYタッグトーナメント優勝
- MoveOn認定無差別級王座